# شرکت سرمایه‌گذاری مهر اقتصاد ایرانیان
شرکت سرمایه‌گذاری مهر اقتصاد ایرانیان، یکی از شرکت‌های زیرمجموعه بانک مهر اقتصاد، می‌باشد که البته در بورس در حال واگذاری سهام به عام می‌باشد، که از جمله بازیگران اصلی بازارهای پول و سرمایه در ایران، به‌شمار می‌رود.
تا آبان ۱۳۸۸ این شرکت یک هزار میلیارد تومان، در بازار بورس ایران، سرمایه‌گذاری کرده بود که تا سال ۱۳۹۲ با استفاده از وام‌ها و رانت‌های دولتی، این رقم به ۵ هزار میلیارد تومان افزایش پیدا کرد!
این شرکت از مهم‌ترین موسسه‌های اقتصادی سپاه پاسداران است. نهادی که خودش را سهامدار شرکت‌هایی چون تایدواتر خاورمیانه، ایرالکو، فولادمبارکه، توسعه معادن روی، توس‌گستر، بانک پارسیان می‌داند.

## سهام شرکت‌ها
علاوه بر سهام خرد شرکت‌ها، مهر اقتصاد ایرانیان سهام عمده برخی شرکت‌های موجود در بورس تهران را در اختیار دارد. اسامی این شرکت‌ها به شرح زیر است:
- شرکت آلومینیوم ایران
- شرکت صدرا
- شرکت تایدواتر خاورمیانه
- شرکت توسعه معدن انگوران
- شرکت تراکتورسازی ایران
- سرمایه‌گذاری توس گستر
- شرکت ریخته‌گری تراکتورسازی ایران
- شرکت لوله و تجهیزات سدید
- شرکت داروسازی جابر ابن حیان
- شرکت سرمایه‌گذاری توسعه آذربایجان
- شرکت توسعه معادن روی ایران
- شرکت کالسیمین
- شرکت ملی سرب و روی ایران
- شرکت فرآوری مواد معدنی ایران
- شرکت خدمات بیمه ای توسعه اعتماد مهر

## مزایده معدن انگوران
در۱۱ مردادماه ۱۳۸۸ مزایده‌ای برای خرید سهام معدن روی و مس انگوران واقع دراستان زنجان برگزار شد «شرکت توسعه معدن روی» که عمده سهام آن متعلق به مهر ایرانیان است با پرداخت ۱۸۶ میلیارد تومان این معدن را خریداری کردید. ولی استاندار زنجان به نقل از وزیر صنایع اعلام کرد که مزایده به دلیل ایرادهای قانونی سازمان بازرسی کل کشور و دیوان محاسبات ابطال شده‌است. همچنین سازمان بازرسی کل کشور و دیوان محاسبات اعلام می‌نمایند که ارزش واقعی معدن حدود هزار میلیارد تومان می‌باشد. جمشید انصاری عضو اصلاح طلب کمیسیون اقتصادی مجلس نیز با اعلام اینکه دیوان محاسبات کشور مزایده رابه دلیل تبانی ابطال کرده‌است به نقل از این دیوان افزود: سه شرکت شرکت‌کننده در مزایده (توسعه معادن روی ایران، پاسارگاد و بازرگانی روی ایران) آنقدر ناشیانه تبانی کرده‌اند که حتی فرم‌های درخواست مزایده با یک خط نوشته شده‌است.

## صندوق مهر ایرانیان
در سال ۱۳۸۸ مدیرعامل «شرکت تأمین سرمایه نوین» محمدصادق هاشمی اعلام کرد که با همکاری مهر اقتصاد ایرانیان یک صندوق سرمایه‌گذاری به نام «صندوق مهر ایرانیان» تأسیس خواهد شد.